# Mario Lancellotta
Mario Lancellotta (... – 27 agosto 2004) è stato un politico italiano.

## Biografia
Esponente della Democrazia Cristiana di Isernia, fu sindaco della città dal 1975 al 1977.
Molto attivo nell'ambiente sportivo molisano, fu presidente regionale del CONI dal 1976 al 1998, contribuendo significativamente allo sviluppo dello sport nella provincia di Isernia; a lui si devono gli sforzi per la messa a norma degli impianti sportivi isernini, permettendo il ritorno tra i professionisti dell'Isernia Calcio nel 1984, e per la costruzione del nuovo stadio Le Piane inaugurato nel 1998.
Deceduto il 27 agosto 2004, gli è stato intitolato quello stesso stadio il 15 novembre 2008.